# Ogmodirus
Ogmodirus là một chi Plesiosaur có cổ vô cùng dài tồn tại ở kỷ Creta. Chúng có thể là thành viên của họ Elasmosauridae, có họ hàng gần với chi Elasmosaurus, nhưng những hóa thạch được tìm thấy đến nay cho thấy chi này là một dubious. Tên loài điển hình là Ogmodirus martini được dặt bởi Samuel Wendell Williston và Roy L. Moodie vào năm 1913. Mẫu vật gốc gồm có đai xương chậu, các chi, và hơn năm mươi đốt sống cổ được tìm thấy ở Cloud County, Kansas. Loài thứ hai, Ogmodirus ischiadicus, đã được chuyển sang chi Styxosaurus. Sepkoski (2002) đã ấn định Ogmodirus thuộc Plesiosauria.